# Celita Schutzová
Celita Valerie Schutzová (* 17. února 1968 Houston) je bývalá americká zápasnice judistka.

## Sportovní kariéra
Vyrůstala v River Vale ve státě New Jersey. S judem začala v 6 letech v klubu Kokushi pod vedením Nagayasu Ogasawary. Ve 12 letech u ní byla diagnostikována Osgood-Schlatterova nemoc a po operaci pravé nohy jí nebyla doporučená vrcholová sportovní příprava. Po ukončení střední školy Pascack Valley High navíc nastoupila na Yaleovu univerzitu, která ve velkém nepodporovala ženské úpolové sporty. Během vysokoškolských studií hrála fotbal a basketbal.
K tréninku juda se vrátila po skončení vysokoškolských studií v roce 1991 při práci grafické designérky. V roce 1995 se začala připravovat na olympijskou sezonu 1996 s cílem vybojovat účast na domácích olympijských hrách v Atlantě. V dubnu vyhrála americkou olympijskou kvalifikaci v polostřední váze do 61 kg a zajistila si nominaci na olympijské hry. Premiéru pod olympijskými kruhy však nezvládla, vypadla v úvodním kole s Venezuelankou Xiomarou Griffithovou na ippon technikou harai-goši.
V roce 1999 vybojovala pátým místem na mistrovství světa v Birminghamu přímou kvalifikaci na olympijské hry v Sydney. Do Sydney přijela výborně připravéná. Ve druhém kole vyřadila na body (wazari) úřadující mistryni světa Japonku Keiko Maedaovou, ve čtvrtfinále však neodhadla své silové možnosti při nástupu do o-goši proti Francouzce Séverine Vandenhendeová a kontrachvatem ura-naga se nechala strhnout na ippon. V opravném pavouku se do bojů o medaile neprobojovala a vzápětí ukončila sportovní kariéru.
V roce 2003 se k přípravě vrátila a v roce 2004 uspěla napotřetí na americké olympijské kvalifikaci na olympijské hry v Athénách. Do Athén nepřijela v 36 letech v optimální formě a prohrála v úvodním kole po boji na zemi držením s Japonkou Masae Uenovou. Vzápětí ukončila sportovní kariéru. Věnuje se trenérské práci.

## Výsledky
| Turnaj                  | 1996             | 1997             | 1998             | 1999             | 2000             | 2001         | 2002         | 2003         | 2004         |
| Turnaj                  | 28               | 29               | 30               | 31               | 32               | 33           | 34           | 35           | 36           |
| Turnaj                  | polostřední váha | polostřední váha | polostřední váha | polostřední váha | polostřední váha | střední váha | střední váha | střední váha | střední váha |
| ----------------------- | ---------------- | ---------------- | ---------------- | ---------------- | ---------------- | ------------ | ------------ | ------------ | ------------ |
| Olympijské hry          | úč.              |                  |                  |                  | úč.              |              |              |              | úč.          |
| Mistrovství světa       |                  | úč.              |                  | 5.               |                  | —            |              | —            |              |
| Panamerické hry         |                  |                  |                  | 2.               |                  |              |              | —            |              |
| Panamerické mistrovství | 5.               | ?                | 3.               | —                | —                | —            | —            | —            | —            |